# ヤーコポ・リゴッツィ

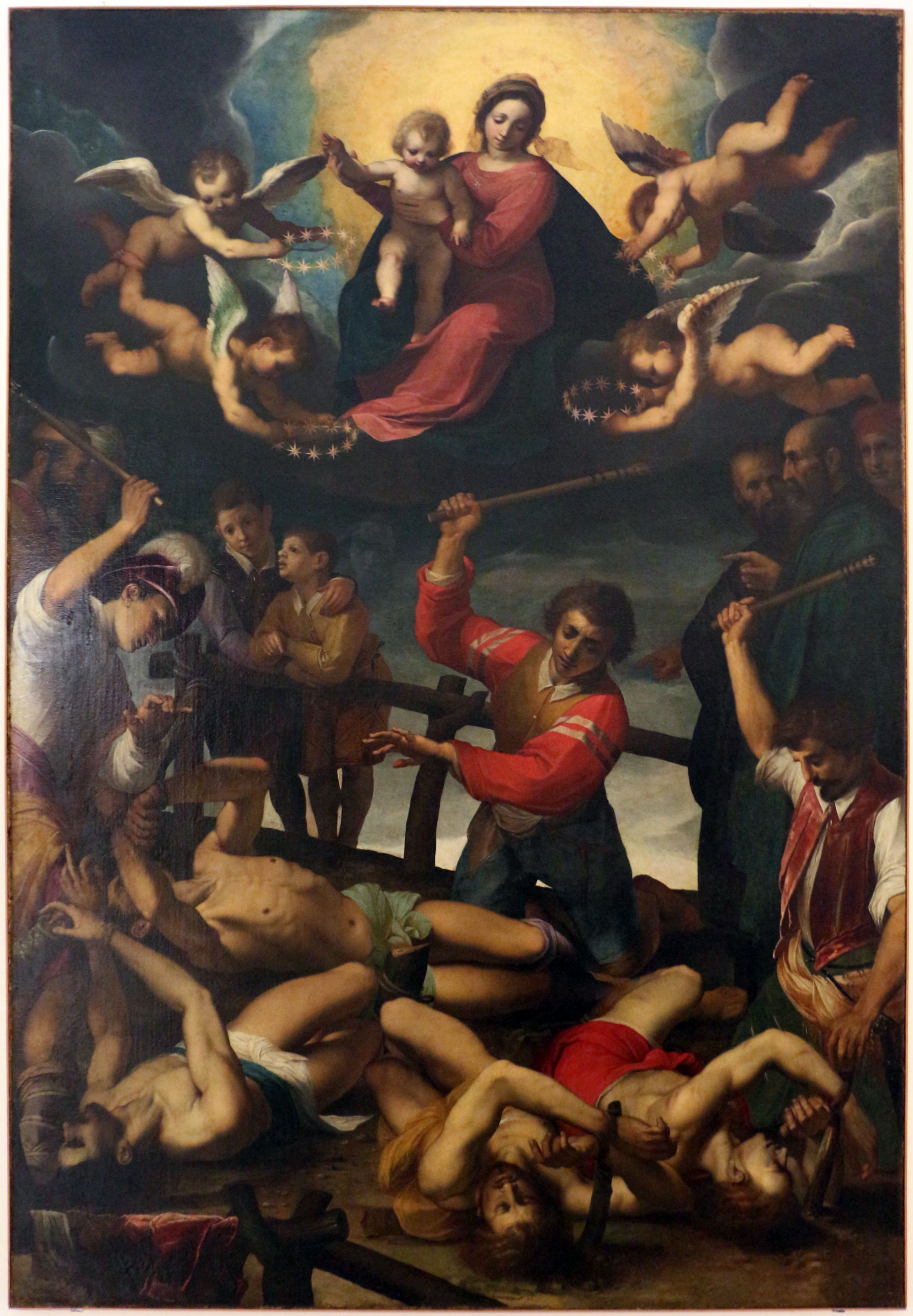
ヤーコポ・リゴッツィ作の宗教画、「martirio dei quattro santi coronati」Museo d'arte della città di Ravenna

ヤーコポ・リゴッツィ（Jacopo Ligozzi、 1547年 - 1627年）は、イタリアの画家、写本装飾家である。主にフィレンツェで歴代のトスカーナ大公のために働き、教会の宗教画や博物画も描いた。

## 略歴
ヴェローナで工芸家、画家のジョヴァンニ・エルマノ・リゴッツィ（Giovanni Ermano Ligozzi）の息子に生まれた。父親の工房で修行を始め、1557年に、父親とトレントに移り、トレントの枢機卿から父親が受けた教会の祭壇制作などの仕事を助けた。1560年代の後半には独立して仕事をし、父親とともに署名した作品が残されている。
1577年か1578年に、トスカーナ大公、フランチェスコ1世・デ・メディチにフィレンツェに招かれ、宮廷画家となり、1583年から1584年の間はウフィツィの美術品収蔵庫の「トリブーナ」の責任者を務めた。フランチェスコ1世は植物学や動物学、錬金術の熱心な愛好家であったのでリゴッツィは大公ために動物の絵65点と植物の絵78点を描き、ほとんどは、実物大で精密に珍しい動植物の図版を描いた。当時、著名な博物学者であったウリッセ・アルドロヴァンディ（1522-1605）にも評価された 。
1587年に大公が亡くなり、フェルディナンド1世・デ・メディチが大公を継ぐと、フェルディナンド1世にはリゴッツィをあまり評価されなかった。1593年には、メディチ家の支援を離れ、顧客を探し、主に修道院や教会の祭壇画を制作した。
1602年になると、大公との関係は改善し、大公から家具のデザインの仕事の注文を受け1604年から1607年にかけては、クリストファーノ・アローリやチーゴリらと、ピサのサン・ステファノ・デ・カヴァリエーリ教会（Chiesa di Santo Stefano dei Cavalieri）の装飾画の制作に参加した。
1609年に、新大公となったコジモ2世の下で再び宮廷画家となり1620年からは年金を与えられるようになった。1619年からのリヴォルノの大聖堂（Duomo di Livorno）の天井画の仕事が最後期の大きな仕事になった。1821年に大公となったフェルディナンド2世・デ・メディチのためにも作品を描いた。
弟子には、ドナート・マスカーニ（Donato Mascagni: 1579–1636）やマリオ・バラッシ（Mario Balassi: 1604-1667）がいた。甥のバルトロメオ・リゴッツィ（Bartolomeo Ligozzi: 1620-1695）も画家になった。
1627年にフィレンツェで亡くなった。

## 作品

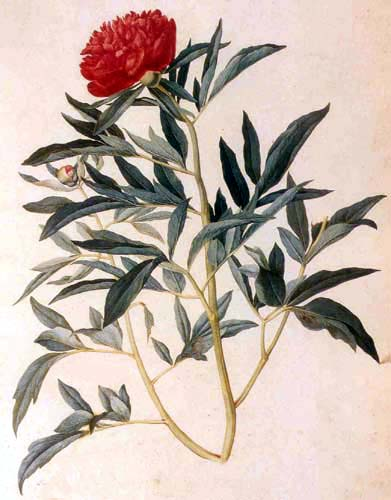
牡丹 ウフィツィ美術館
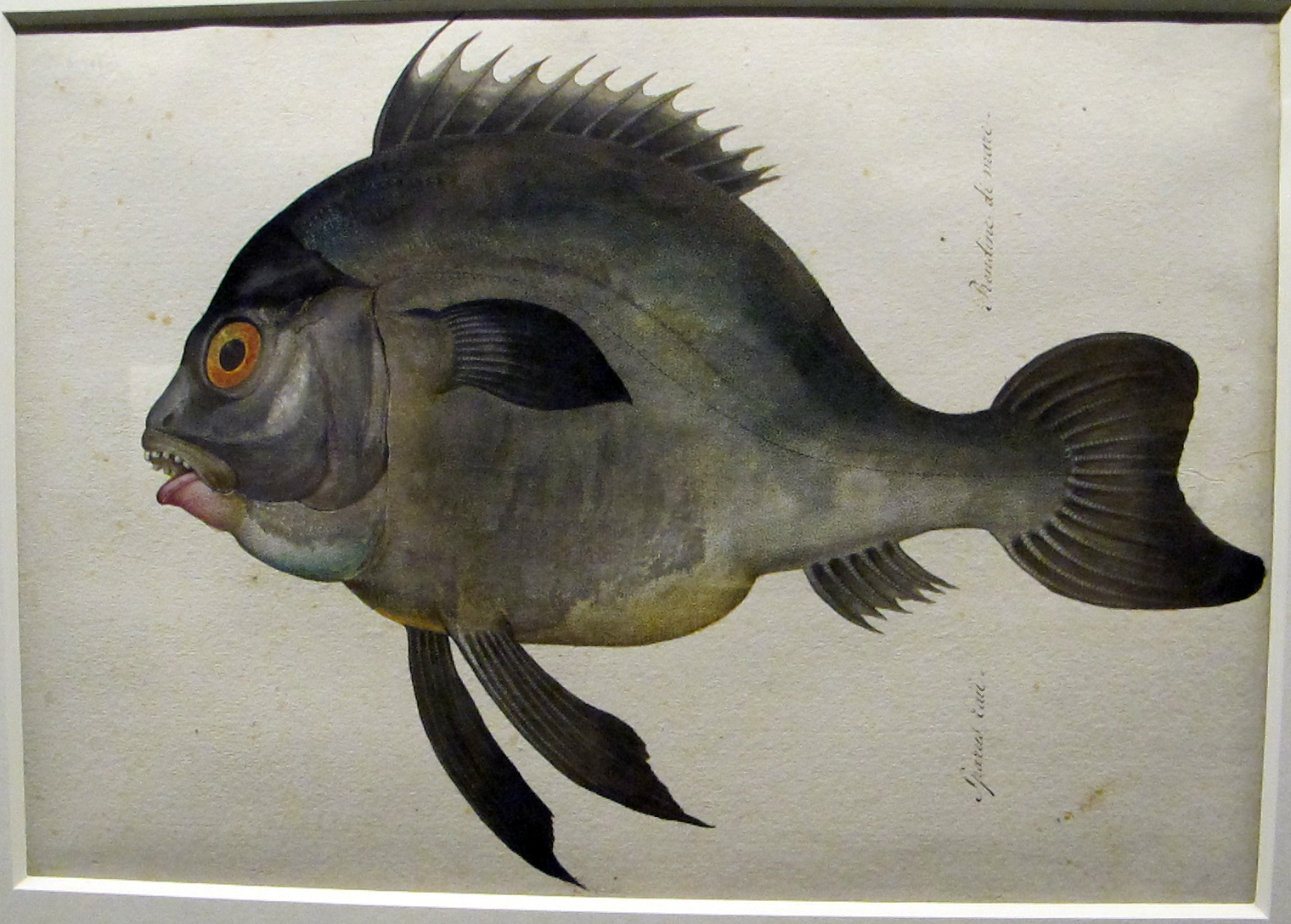
タイ科の魚 ウフィツィ美術館
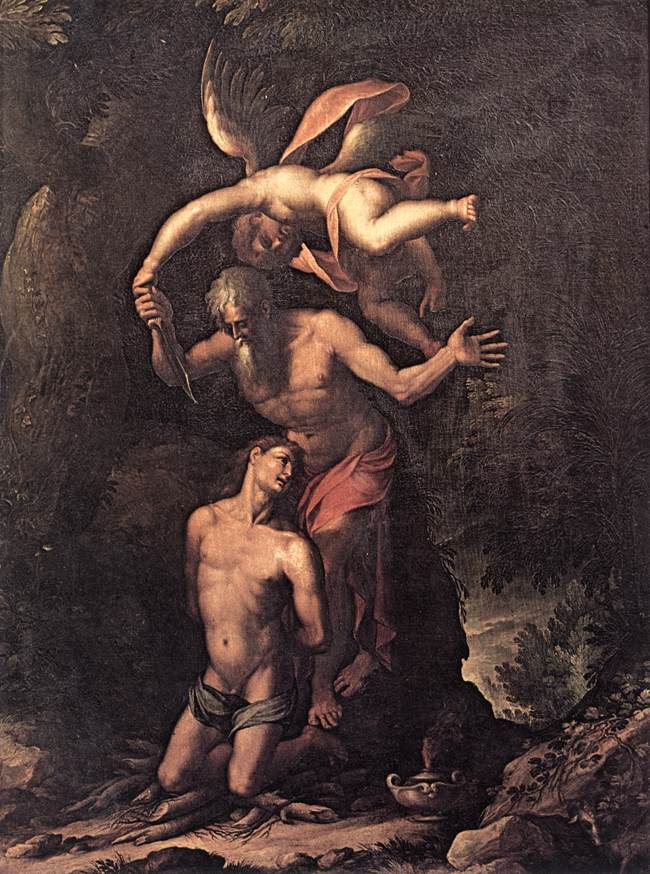
イサクの犠牲 (c.1596) ウフィツィ美術館
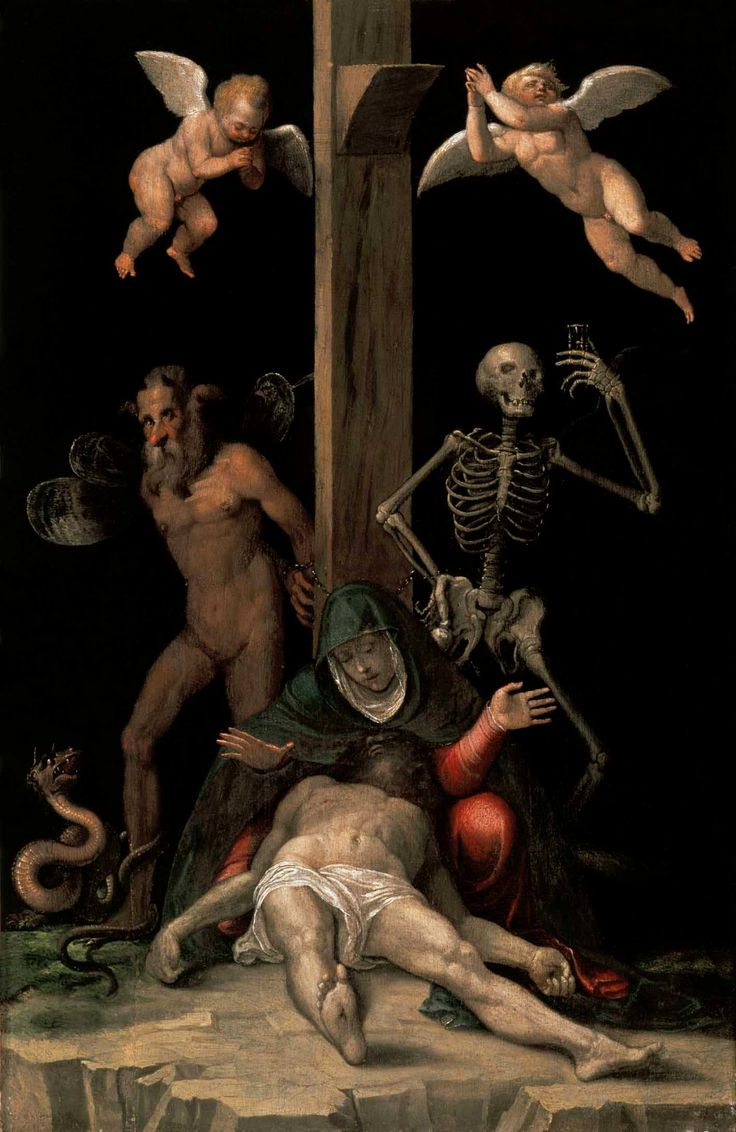
贖罪の寓意画 ()